# Smørsgård
Smørsgård est une localité du comté de Troms, en Norvège.

## Géographie
Administrativement, Smørsgård fait partie de la kommune de Sørreisa.